# Mauro Herce Mira
Mauro Herce Mira (Barcelona, 1976) es director de fotografía y director de cine.

## Biografía
Mauro Herce se graduó en Ingeniería de Telecomunicaciones y Bellas Artes antes de estudiar cine en la EICTV en San Antonio de los Baños, Cuba y la Escuela Nacional Superior Louis Lumière de Paris. Desde entonces ha trabajado como director de fotografía en películas como O que arde (2019) de Oliver Laxe, Longa Noite (2019)  de Eloy Enciso, Pour le réconfort (2017) de Vincent Macaigne, El mar nos mira de lejos (2017) de Manuel Muñoz Rivas, Mimosas (2016) de Oliver Laxe, Arraianos (2012) de Eloy Enciso o Slimane (2013) de José Alayón.
Recientemente ha sido galardonado con el premio Goya, el premio Gaudí y el premio Mestre Mateo a la mejor fotografía por O que arde.
En el 2015 debuta como director con el largometraje Dead Slow Ahead, con el que obtuvo el premio especial del jurado en el festival de Locarno y mejor película en DocLisboa, Jihlava, Ann Arbour, Jeonju y Las Palmas, entre otros reconocimientos. También obtiene un galardón en IV Premios Días de Cine y el premio al mejor documental en los IV Premios Feroz.
En el 2019, estrena su cortometraje Lonely rivers en el festival de Locarno y gana el premio al mejor cortometraje en el Festival de Cinema de Gijón'..

## Filmografía
Como director de fotografía
- Pic-nic (2007)
- El camino (2008)
- Les dues vides d'Andrés Rabadán (2008)
- El perdó (2009)
- Ocaso (2010)
- Rives (2011)
- Arraianos (2012)
- A puerta fría (2012)
- El Quinto Evangelio de Gaspar Hauser (2013)
- Els anys salvatges (2013)
- Slimane (2013)
- Une histoire américaine (2015)
- Dead Slow Ahead (2015)
- Las mimosas (2016)
- El mar nos mira de lejos (2017)
- Pour le réconfort (2017)
- Dos Fridas (2018)
- La estrella errante (2018)
- Longa noite (2019)
- O que arde (2019)
- Lonely Rivers (2019)
- Samsara (2023)

Como director
- Dead Slow Ahead (2015)
- Lonely rivers (2019)

## Premios y nominaciones
| Año  | Título  | Premio                                            | Categoría        | Resultado | Ref.  |
| ---- | ------- | ------------------------------------------------- | ---------------- | --------- | ----- |
| 2024 | Samsara | Premios de la Sociedad Internacional de Cinéfilos | Mejor fotografía | Pendiente | [ 4 ] |